# Echinopsis subdenudata
Echinopsis subdenudata là một loài thực vật có hoa trong họ Cactaceae. Loài này được Cárdenas mô tả khoa học đầu tiên năm 1956.

## Hình ảnh

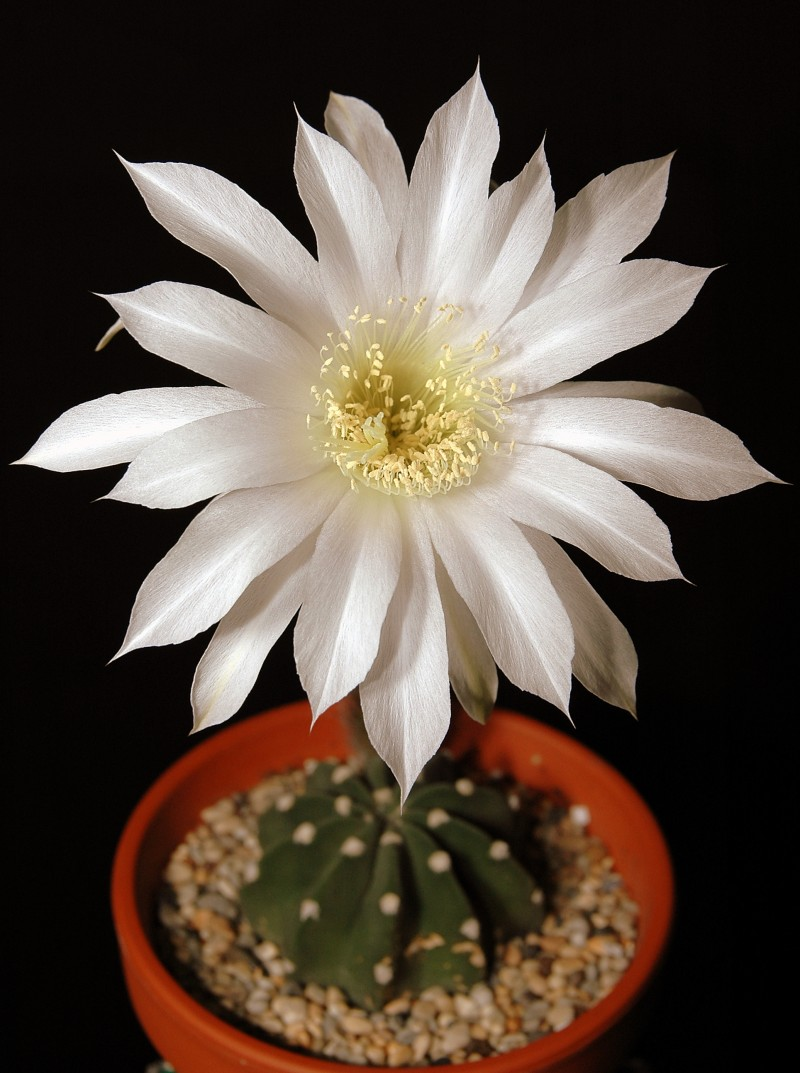
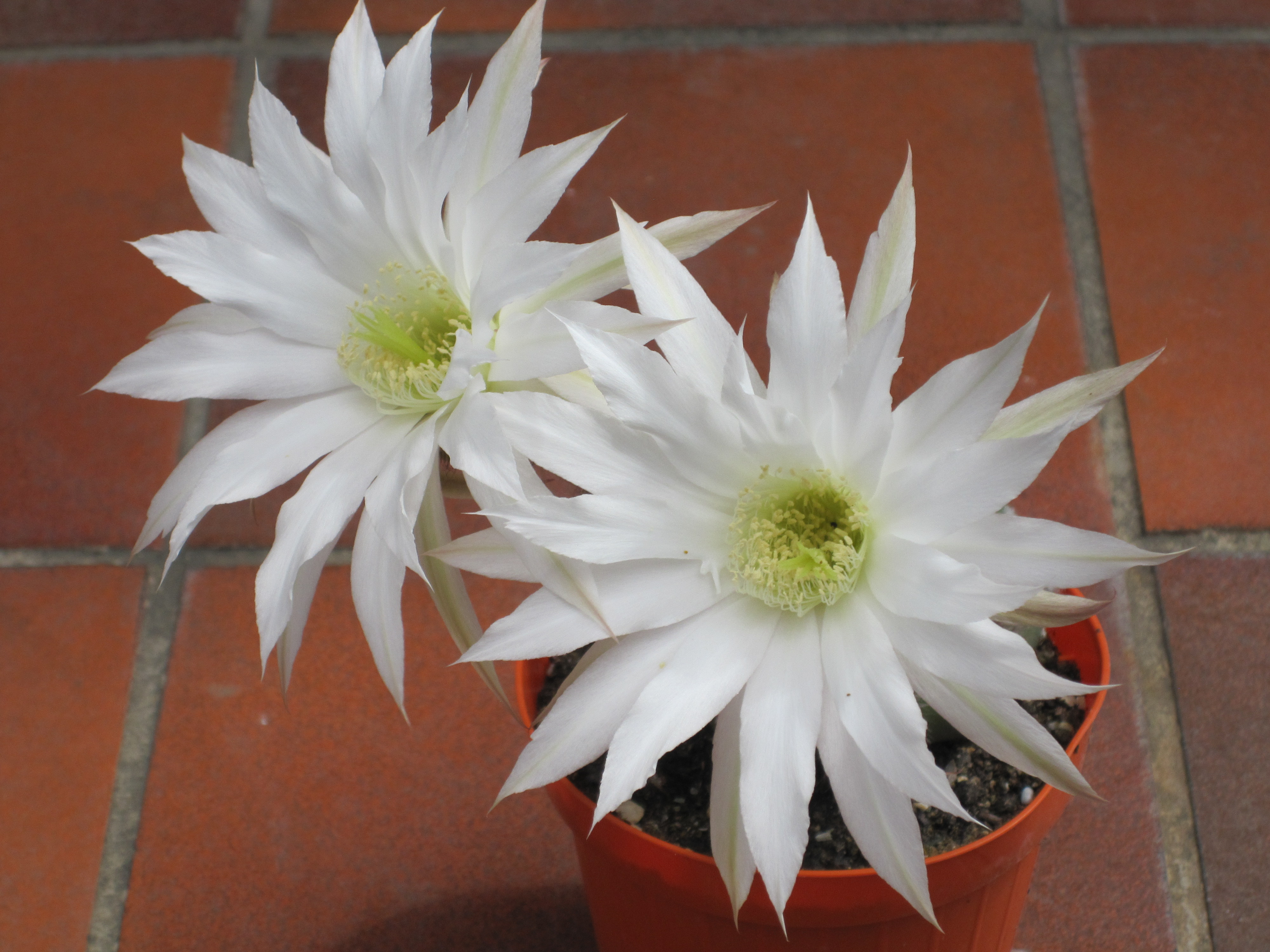
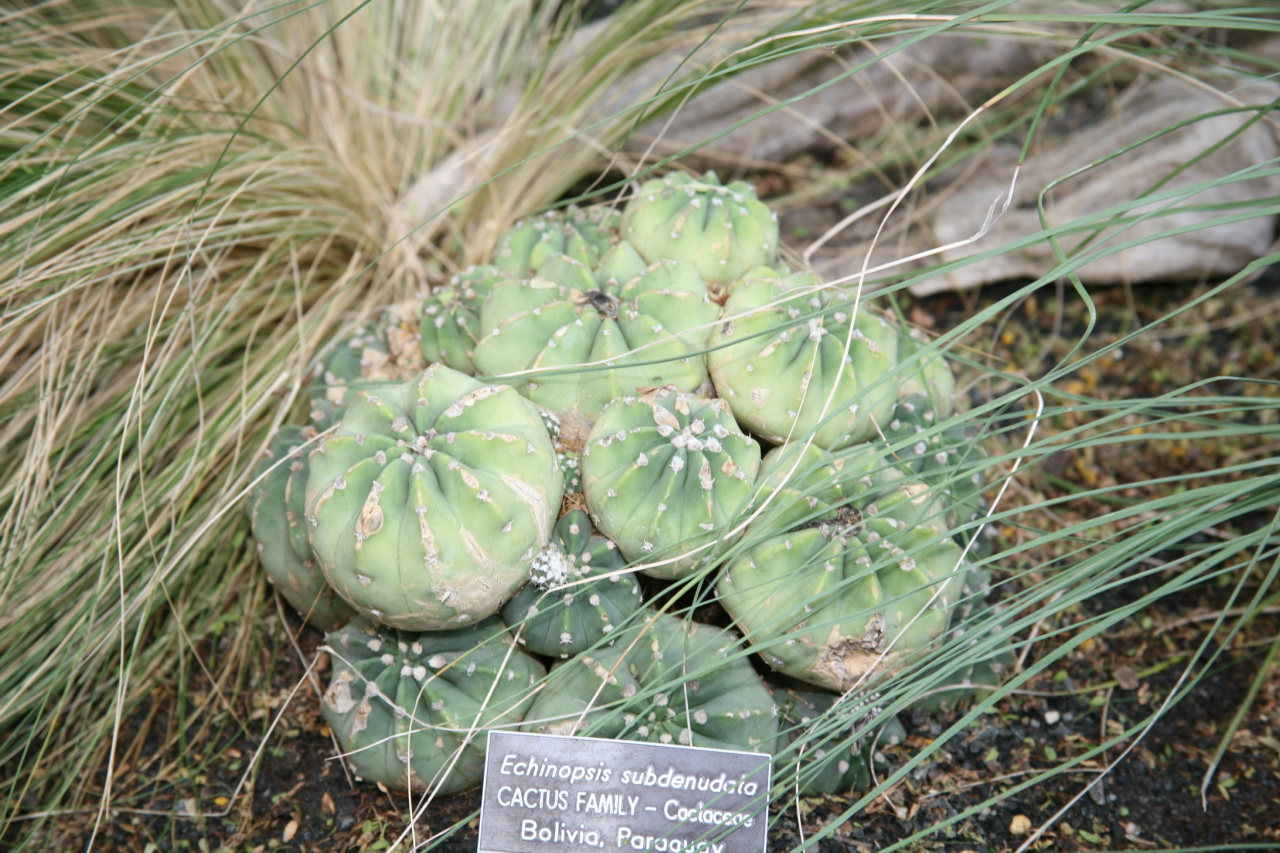
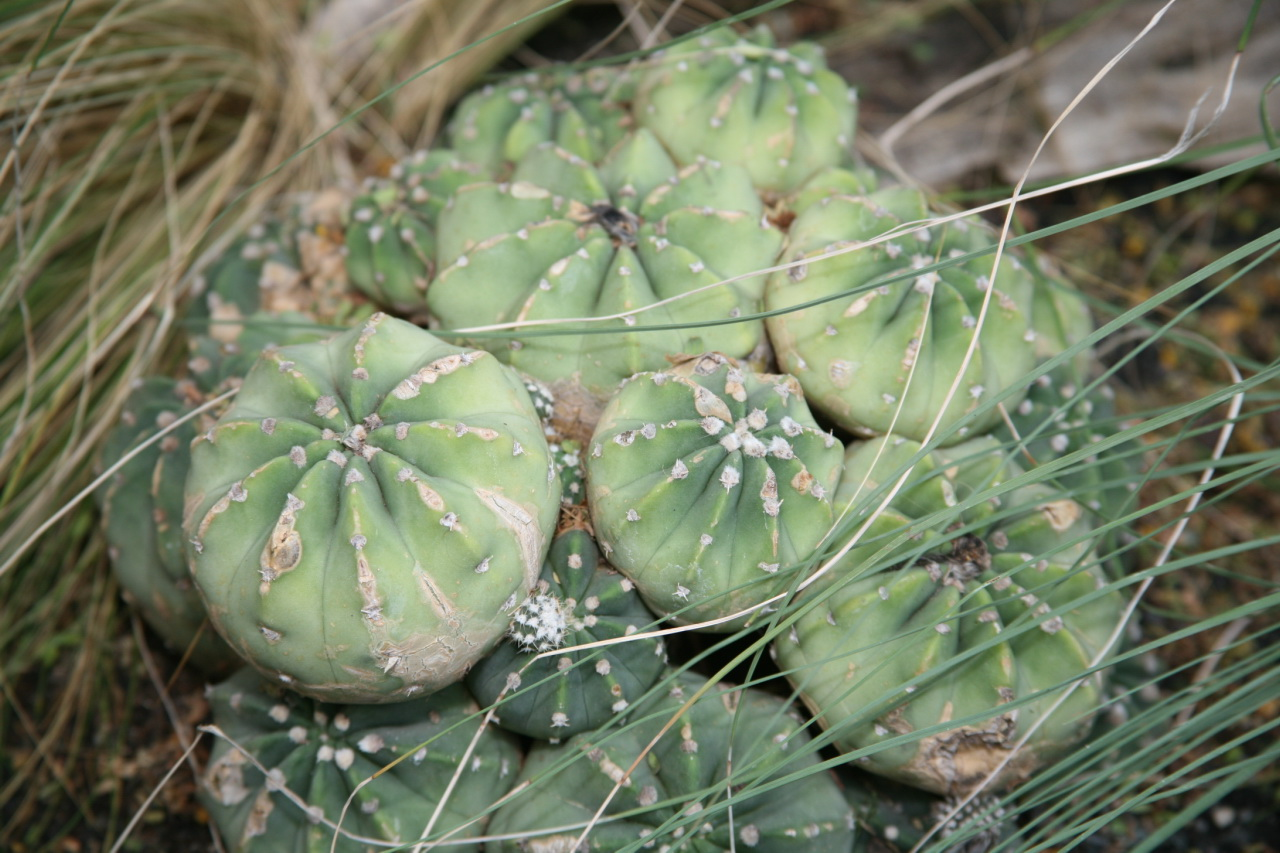

## Chú thích

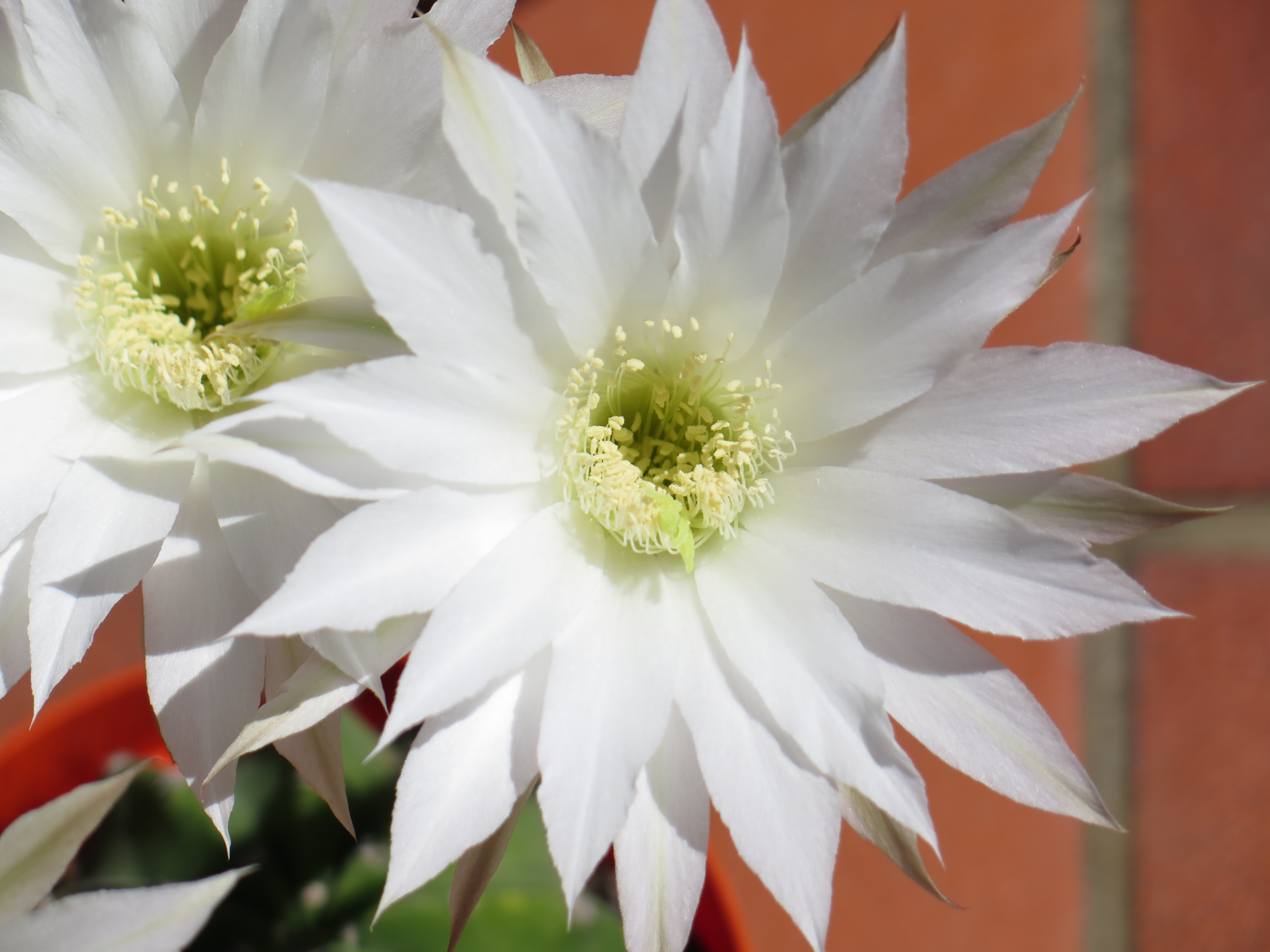
Echinopsis subdenudata